# Club Deportivo Toledo
Maillots
Le Club Deportivo Toledo est un club espagnol de football basé à Tolède.

## Histoire
| \| Tolède \| Emplacement de Tolède, en Espagne. |
| Tolède                                          |

Le club passe 7 saisons en Segunda División (D2) entre 1993 et 2000. Il obtient son meilleur classement en deuxième division lors de la saison 1993-1994, où il se classe 4e du championnat, avec 18 victoires, 11 matchs nuls et 9 défaites, soit un total de 65 points.
Le club atteint les huitièmes de finale de la Copa del Rey en 1995, en étant battu par le RCD Majorque, ce qui constitue sa meilleure performance dans cette compétition.

## Anciens joueurs
- Sergio Magano
- Unai Emery